# شهرستان بندرا (تگزاس)
بندرا (به انگلیسی: Bandera) شهرستانی در ایالت تگزاس است. در سرشماری سال ۲۰۱۰، جمعیت این شهرستان ۲۰٬۶۰۸ نفر اعلام شد. مرکز بندرا شهر بندرا است. شهرستان بندرا در سال ۱۸۵۶ تأسیس شد.

## جغرافیا
طبق اداره آمار آمریکا، این شهرستان مساحتی در حدود ۲٬۰۶۷ کیلومتر مربع دارد.

### شهرها
- بندرا